# Бодружал
Бодружал (слч. Bodružal) насељено је мјесто са административним статусом сеоске општине (слч. obec) у округу Свидњик, у Прешовском крају, Словачка Република.

## Становништво
| Година:    | 1994. | 2004.    | 2014.   | 2024.    |
| ---------- | ----- | -------- | ------- | -------- |
| Број људи: | 77    | 62       | 68      | 59       |
| Разлика:   |       | -19,48 % | +9,67 % | -13,23 % |

| Година:    | 2023. | 2024.   |
| ---------- | ----- | ------- |
| Број људи: | 60    | 59      |
| Разлика:   |       | -1,66 % |

Према подацима о броју становника из 2024. године насеље је имало 59 становника.